# Spilobotys hebridesia
Spilobotys hebridesia är en fjärilsart som beskrevs av Holloway 1979. Spilobotys hebridesia ingår i släktet Spilobotys och familjen nattflyn. Inga underarter finns listade i Catalogue of Life.